# 长山峪镇
长山峪镇，是中华人民共和国河北省承德市滦平县下辖的一个乡镇级行政单位。

## 行政区划
长山峪镇下辖以下地区：
长山峪村、三道梁村、二道营子村、三道营子村、蕨菜沟村、蕨菜西沟村、碾子沟村、安子岭村、后营子村、宋窝铺村、西营子村、东营子村和黄木局子村。